# تقييم نفسي
التقييم النفسي أو ما يُعرف بالفحص النفسي هو جمع معلومات عن شخص ما ضمن خدمة نفسية لإجراء التشخيص، عادة ما يكون التقييم بشكل عام هو المرحلة الأولى في العلاج، ولكن في حالة التقييمات النفسية فيُمكن أيضًا استخدامها لأهداف قانونية مختلفة. يشمل التقييم معلومات اجتماعية وسيرذاتية وملاحظات مباشرة وبيانات من اختبارات نفسية محددة، يجريها عادةً أطباء نفسيين ويمكن للتقييم أن يشمل عدداً من متخصصي المجالات الأخرى كالممرضات والأخصائيين النفسيين والمعالجين المهنيين والأخصائيين الاجتماعيين والمستشارين المهنيين المرخصين.

## الغرض

### التقييم السريري
يُجرى التقييم النفسي في الغالب للأغراض السريرية والعلاجية وتشخيص وتحديد مشاكل الفرد للتخطيط لرعايته وعلاجه، كما يُمكن القيام بذلك في المشفى أو في العيادات الخارجية أو كتقييم منزلي.

### التقييم الطبي الشرعي
قد يكون للتقييم النفسي الشرعي عدد من الغايات؛ قد يتطلب الأمر إجراء التقييم الطبي الشرعي لفرد متهم بارتكاب جريمة لمعرفة ما إذا كان الشخص لديه الأهلية القانونية للمثول أمام المحاكمة، فإذا أُدين شخص ما، على سبيل المثال، مصاب بمرض عقلي بارتكاب جريمة فيلزم على الطب الشرعي تقديم تقرير إلى المحكمة لأن المرض العقلي في وقت الجريمة قد يكون عاملاً مخففًا للحكم القضائي، كما يمكن للطب الشرعي أيضًا تقييم المخاطر لتسليط الضوء على العلاقة بين المرض العقلي للشخص وخطر ارتكابه لمزيد من الجرائم العنيفة.

#### التقييم الطبي القانوني
يستلزم طلب تقييم الطب النفسي القانوني عند استخدام تقرير الطب النفسي كدليل في القضايا المدنية، فعلى سبيل المثال، فيما يتعلق بالتعويض عن الإجهاد المرتبط بالعمل أو بعد حدث صادم كالحوادث، فقد يُطلب التقييم النفسي لأجل الربط بين الصدمة والحالة النفسية للضحية أو لتحديد مدى الضرر النفسي ومقدار التعويض الذي يُمنح للضحية.
كما تُستخدم تقييمات الطب النفسي القانوني في سياق سلامة الطفل وخدمات حماية الطفل، حيث يمكن أن يوفر تقييم الطبيب النفسي للأطفال معلومات عن التأثير النفسي للإساءة أو الإهمال على الطفل، كما يُمكن لطبيب الأطفال النفسي إجراء تقييم لقدرة الآباء على الرعاية مراعياً بذلك الحالة العقلية لكل من الطفل والآباء، وهذا ما تستخدمه أحياناً خدمات حماية الطفل لتحديد ما إذا كان يجب وضع الطفل في أيد أمينة بديلة عن الوالدين كدور الرعاية.

## التاريخ
الجزء القياسي في أي تقييم للطب النفسي هو الحصول على مجموعة من البيانات الاجتماعية والسكنية والسير الذاتية وهي ما تُعرف باسم التاريخ، ويتكون التاريخ النفسي القياسي من بيانات السيرة الذاتية: (الاسم والعمر والحالة الاجتماعية وأرقام التواصل والمهنة واللغة الأولى) والشكوى المقدمة: (سرد لبداية وطبيعة وتطور الصعوبات الحالية للفرد) والتاريخ الشخصي: متضمناً مضاعفات الولادة الطفولة ومرحلة النمو ومرحلة الطفولة ورعاية الوالدين والتاريخ التعليمي والمهني والتاريخ الزوجي والخلفية الجنائية)، كما يتضمن التاريخ تحقيقاً واستفساراً عن الظروف الاجتماعية الحالية للفرد والعلاقات الأسرية والاستخدام الحالي والسابق للكحول والمخدرات غير المشروعة وتاريخ العلاج السابق للفرد (التشخيصات الحالية والسابقة واستخدامه للأدوية الموصوفة).
ويتضمن تاريخ الطب النفسي استكشاف ثقافة الفرد وانتمائه العرقي، حيث يُمكن للقيم الثقافية أن تؤثر على الطريقة التي يستجيب بها الشخص وعائلته للكرب النفسي وإلى تشخيص المرض العقلي. فقد يسئ طبيب ينتمي إلى خلفية ثقافية مختلفة عن الشخص الذي يتم تقييمه تفسير بعض السلوكيات والمعتقدات على أنها سمات للمرض النفسي.
يتضمن هذا التقييم أيضًا معلومات من أشخاص ذوي صلة.

## فحص الحالة العقلية
فحص الحالة العقلية (MSE) هي جزء أساسي آخر من أي تقييم للطب النفسي، فإنها طريقة منظمة لوصف الحالة العقلية الحالية للمريض تحت معايير محددة: المظهر والسلوك والكلام والمزاج والتأثير وعملية التفكير ومحتوى الفكر والإدراك الحسي والمعرفي (بما في ذلك على سبيل المثال التوجه والذاكرة والتركيز) والفطنة والبصيرة والحكم، الغرض من هذا الفحص هو الحصول على وصف شامل مستقصٍ للحالة العقلية للمريض، ويتم جمع البيانات من خلال مجموعة من الوسائل المباشرة وغير المباشرة: الملاحظة غير المنظمة أثناء الحصول على معلومات السيرة الذاتية والاجتماعية وأسئلة متركزة حول الأعراض الحالية واختبارات نفسية رسمية، وكما هو الحال مع التاريخ النفسي، يكون الفحص عرضة للأخطاء إذا لم تؤخذ الاختلافات الثقافية بين الطبيب والمريض بعين الاعتبار، حيث يمكن أن ترتبط الخلفيات الثقافية المختلفة بمعايير مختلفة للسلوك الشخصي للفرد وتعبيراته العاطفية، ويختلف فحص الحالة العقلية عن فحص الحالة العقلية المصغرة (MMSE) ألا وهو اختبار فحص نفسي عصبي موجز للخرف.

## الفحص البدني
يعتبر الفحص البدني الشامل جزءًا لا يتجزأ من التقييم النفسي الشامل وهذا لتحديد الآثار الجانبية للأدوية النفسية بالإضافة إلى أن الأمراض الجسدية شائعة لدى الأشخاص الذين يعانون من اضطرابات عقلية؛ لأن الحالات العصبية والحالات الطبية الأخرى قد ترتبط بأعراض نفسية لديهم. ويشمل الفحص البدني قياس مؤشر كتلة الجسم والعلامات الحيوية مثل النبض وضغط الدم ودرجة الحرارة ومعدل التنفس ومراقبة الشحوب ونقص التغذية والفحص اللمسي(جس) للعقد الليمفاوية وجس البطن لضخامة الأعضاء وفحص القلب والأوعية الدموية والجهاز التنفسي والجهاز العصبي.

## الاختبارات الجسدية
وبالرغم من عدم وجود اختبارات فسيولوجية تؤكد أي مرض عقلي، فإنه يمكن استخدام الاختبارات الطبية لاستبعاد أي حالات طبية متزامنة قد تظهر مع أعراض نفسية، وتشمل هذه اختبارات الدم التي تقيس الهرمون المنبه للغدة الدرقية (TSH) لاستبعاد نقص الغدة الدرقية أو فرط نشاط الغدة الدرقية وتحليل الأملاح والمواد الأساسية الموجودة في بلازما الدم ومستوى الكالسيوم في الدم وإنزيمات الكبد لاستبعاد اضطراب الأيض الغذائي وفحص الدم الشامل لاستبعاد أي عدوى جهازية أو مرض مزمن. ويمكن أن يشمل الفحص لمرضى الخرف عن قياس مستويات فيتامين ب-12 في الدم وتحليل الاجسام المضادة وتفاعلاتها في بلازما الدم لاستبعاد مرض الزهري أو عدوى فيروس نقص المناعة المكتسبة والتخطيط الكهربائي للدماغ والتصوير المقطعي أو التصوير بالرنين المغناطيسي. ويحتاج الأشخاص الذين يتناولون الأدوية المضادة للذهان إلى قياس مستويات الجلوكوز والدهون في البلازما للكشف عن متلازمة الأيض الغذائي التي يسببها الدواء بالإضافة إلى تخطيط كهربائي للقلب لاكتشاف اضطراب كهربائية القلب بسبب علاجي خارجي.

## أدوات التقييم
يمكن استكمال التقييم السريري باستخدام مقاييس الأعراض لاضطرابات معينة مثل اختبار بيك للاكتئاب أو مقياس المعدل النفسي المختصر(BPRS) أو مقياس المتلازمة الإيجابية والسلبية (PANSS) للاضطرابات الذهانية، كما تُستخدم مقاييس مثل مقاييس النتائج الوطنية للصحة (HoNOS) أو التقييم العالمي للأداء لقياس المستوى العالمي للأداء ومراقبة الاستجابة للعلاج.

## تقييم التخصصات المتعددة
عادةً ما يكون التقييم النفسي في المستشفيات ذو تخصصات متعددة بمساهمات من ممرضات الطب النفسي والمعالجين المهنيين وعلماء النفس والأخصائيين الاجتماعيين، يأخذ الطبيب النفسي تاريخًا ويقوم بإجراء فحص الحالة العقلية والفحص البدني كما هو موضح أعلاه، ويشتمل تقييم التمريض على تقييم المخاطر (خطر الانتحار والعدوان والفرار من المستشفى وإيذاء النفس والسلامة الجنسية في المستشفى والالتزام بالأدوية) وفحص الصحة البدنية كما يلزم الحصول على معلومات شخصية وصحية من الشخص الذي يتم تشخيصه ومن مقدمي الرعاية له. إن الهدف المباشر من التقييم التمريضي هو تحديد المستوى المطلوب من الرعاية والإشراف ووجود خطة لإدارة السلوك المضطرب، ويمكن أن يكون التقييم زيارةً إلى منزل الشخص للملاحظة المباشرة للبيئة الاجتماعية والمعيشية. ويتضمن دور الطبيب النفسي استخدامه الاختبارات النفسية وأدوات التشخيص المنظمة مثل اختبار ميلون متعدد المحاور السريري أو الاختبارات النفسية مثل مقياس وكسلر لقياس الذكاء لدى الأطفال (WISC) أو مقياس وكسلر لقياس الذكاء لدى البالغين (WAIS) للمساعدة في تشخيص مشاكل الشخص وصياغتها. كما قد يساهم أخصائي علم النفس في تقييم الفريق من خلال تقديم صياغة نفسية أو تحليل سلوكي عبر الملاحظة المنهجية للعوامل التي تحفز أو تهيمن على المشاكل الحالية.

## وجهات نظر أخرى
تصف هذه المقالة عملية التقييم ضمن نموذج طبي مع جمع بيانات موضوعية مفترضة وتحديد المشاكل وصياغة تشخيص يؤدي إلى علاج محدد ولكن هناك طرق أخرى لتقييم الأشخاص الذين يعانون من صعوبات اجتماعية وعاطفية. لا يعنى نهج العلاج الأسري أو العلاج الجهازي بالتشخيصات ولكنه يسعى لفهم المشكلة من حيث العلاقات وأنماط التواصل. وتُشكك التقاليد النظامية في موضوعية التقييم الطبي حيث تصور سلوك الفرد الشخصي كسرد شخصي والتشخيص كظاهرة مبنية اجتماعياً، ومن منظور يركز على الحل فإن التقييم يتعمد تجنب تحديد المشاكل وفي المقابل يسعى إلى استنباط نقاط القوة والحلول.